# Kevin Fret
Kevin Fret (Puerto Rico, 11 de junio de 1993-Santurce, San Juan, 10 de enero de 2019) fue un cantante puertorriqueño y el primer artista de trap hispanohablante abiertamente gay. Era conocido por su aspecto de género variante. Lanzó su sencillo innovador, "Soy Asi" ("Soy como este") el 7 de abril de 2018 y apareció en la canción de Mike Duran "Diferente" ("Diferente"), lanzada el 18 de julio de 2018.

## Carrera
Entre 2016 y 2018, Fret participó en concursos de canto como La Banda y Solo Tu Voz. Usó las redes sociales para abogar contra el acoso y usó su voz como miembro de la comunidad LGBT para alentar a otros artistas nuevos que comienzan sus carreras.  Fret lanzó su sencillo sencillo, "Soy Asi" ("I'm Like This") el 7 de abril de 2018 y apareció en la canción de Mike Duran "Diferente" ("Different"), lanzada el 18 de julio de 2018.  Kevin Fret fue dirigido por Alfonso J. Álvarez en el tramo de "Soy Asi".

## Arte
El escritor Samy Nemir Olivares describió a Fret como conocido por "romper las normas de género [...] y el estigma acerca de ser gay, no conforme al género y expresar la identidad de género libremente, en un país donde los homosexuales todavía son burlados, intimidados y asesinados ".

## Discografía
Sencillos
- Soy asi (2018)
- Me compre un Full Kevin Fret Remix (2018)

Como artista destacado
- Mike Duran con Kevin Fret: Diferente (2018)

## Vida personal
Fret se declaró homosexual a la edad de 18 años. Se graduó de la escuela secundaria técnica y vocacional Roger L Putnam en Springfield, MA y se había criado en la ciudad y en la cercana Chicopee . La revista Paper describió una "educación religiosa estricta" como la razón por la que provocó controversias en la comunidad LGBT al decir que la homosexualidad era "una elección" para él. Sus padres no lo apoyaron al principio, pero luego lo aceptaron. Fret fue público sobre someterse a una cirugía de liposucción y aumento de glúteos. Mientras vivía en Miami en 2018, Fret fue acusado de agresión después de una pelea con otro hombre, de quien Fret dijo que lo había atacado verbalmente debido a su sexualidad. Supuestamente extorsionó a otro cantante de trap, Ozuna , por 50.000 dólares por un video sexual editado que se hizo cuando Ozuna era menor de edad. Fret se disculpó con su familia y amigos por la extorsión.

## Asesinato
El 10 de enero de 2019, mientras Fret montaba su motocicleta en Santurce, San Juan, aproximadamente a las 5:30 a. m., un hombre armado no identificado le disparó ocho veces, alcanzándolo en la cabeza y la cadera. El incidente fue inicialmente considerado por las autoridades como un accidente automovilístico debido a lo temprano de la hora. Su cuerpo fue trasladado al Centro Médico de Río Piedras, donde fue declarado muerto. Según la policía, este asesinato fue el homicidio número 22 de 2019 en Puerto Rico.